# 鄭健
鄭健（1972年11月2日—），香港公務員，現任環境保護署副署長，主管減少廢物政策，曾任葵青民政事務專員。鄭在1995年起加入香港政府任職政務主任職系，在布政司署及政府總部多個科局任職，並曾被派駐香港駐多倫多經濟貿易辦事處，更於2018年至2022年出任葵青民政事務專員。
鄭擔任民政事務專員期間，區內多次舉行大型活動。不過，民主派勝出2019年香港區議會選舉後，鄭領導的為葵青民政事務處因與民主派主導的葵青區議會互相扣減對方撥款而展開長期的撥款及政治爭議，他亦被區議員批評拖延包括抗疫工作在內的區議會撥款，及拒絕為區議會討論六四事件、12港人案和香港民主派初選大搜捕等政治議題時提供秘書服務。

## 早年生活
鄭健生於1972年11月2日。他大學時入讀香港中文大學新亞書院，並曾擔任大學辯論隊代表，於1995年取得工商管理學學士學位。

## 公務員生涯

### 生涯初期

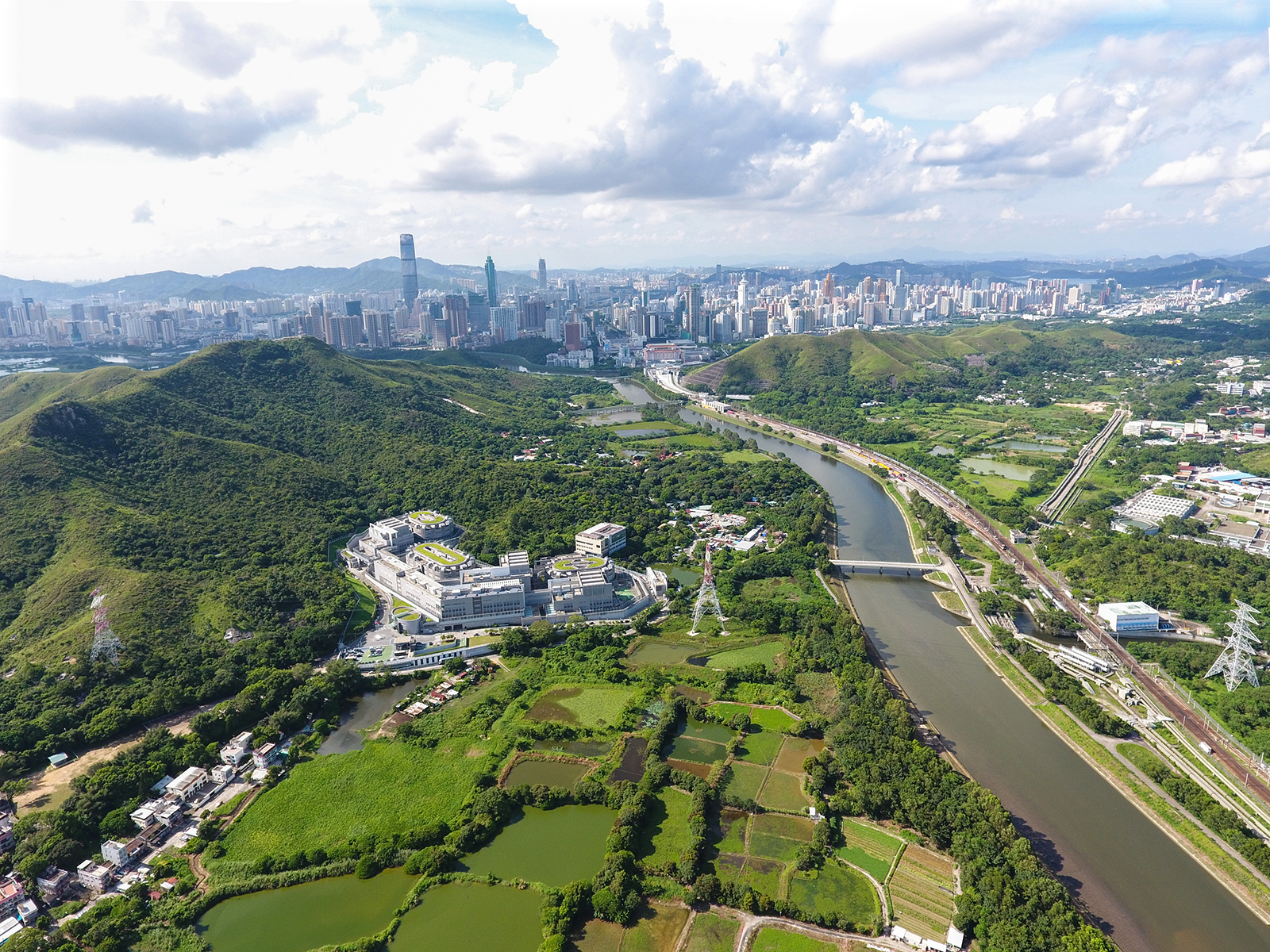
鄭健曾於保安局負責羅湖懲教所的重建工程

鄭健於1995年8月加入香港政府任職政務主任職系，入職後首個職位是在布政司署規劃環境地政科擔任助理規劃環境地政司，及後轉往布政司署工商科任職。在1997年，鄭改為出任教育統籌局助理局長，負責香港專上教育政策，並曾在首席助理局長李美嫦休息時署理其工作。在2001年8月，即使在教統局局長羅范椒芬因香港教育制度改革工作剛起步而反對大規模調任下，鄭、李及副局長楊立門均因過長時間任職教統局而須要同時離任。離開教統局後，他隨即被鄭被調回工商局，曾被派遣至香港駐多倫多經濟貿易辦事處出任副處長，效力於兩任處長余呂杏茜及蘇植良麾下。鄭在2000年代中期離開工商及科技局，改於保安局任職，曾負責羅湖懲教所的重建工程及兼任長期監禁刑罰覆核委員會秘書。
鄭在2007年起改於財經事務及庫務局任職首席助理秘書長，負責公共財政的收入政策，包括定期修訂博彩稅等項目。不過由於香港公共財政充裕，鄭處理的項目大多為寬減稅項，除每年的稅務寬減措施外，亦包括降低酒稅，以及和越南及卢森堡等地簽訂雙重課稅協定，減輕當地與香港經商往來的雙重課稅負擔。2011年，他被委任為政府資訊科技總監辦公室的助理政府資訊科技總監，主責電子政府服務的措施及項目策劃。他在任內曾統籌運輸署及1823電話中心等部門開發流動應用程式，以提供即時及流動的公共服務，惟部分程式被批評在推出初期時效率比舊有方法還要低。另外，他任內亦曾兼任2011年香港選舉委員會界別分組選舉資訊科技界的選舉主任。選舉過後，他重返教育局，不過是次則出任教育局局長吳克儉的政務助理，負責代表局長處理政務及陪同局長外出會議和訪問等工作。
鄭自2015年中起被調派至勞工及福利局任職，出任其中一位負責福利政策的首席助理秘書長。他在任內恆常出席多個委員會會議，範疇包括社會福利諮詢、撥款津貼檢討、婦女及兒童事務等，亦曾擔任兒童事務委員會的秘書。

### 葵青民政事務專員

#### 上任初期

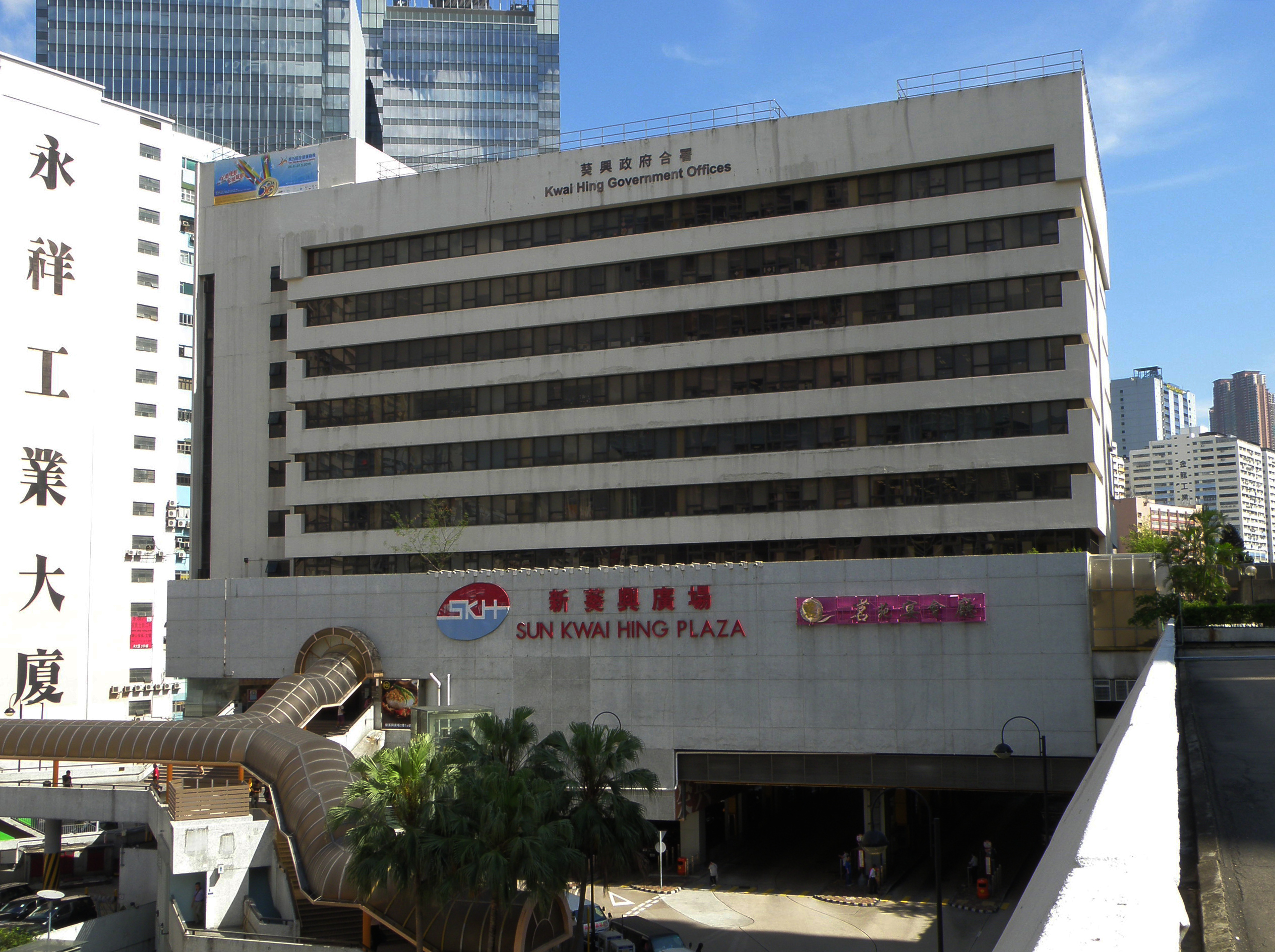
鄭健出任葵青民政事務專員時，葵青民政事務處及葵青區議會均設於葵興政府合署

港府在2018年6月中宣佈鄭會於6月29日出任葵青民政事務專員，並於同日奉為官守太平紳士。該專員職位因前任羅應祺在2016年褫奪參選人的候選資格而變得曯目，而鄭亦按慣例多次出任包括2019年香港鄉郊代表選舉及2019年香港區議會選舉等選舉中葵青區席位的選舉主任，不過2020年香港立法會選舉則由沙田民政事務專員黃展翹出任新界西選區選舉主任。
鄭的首一年任期內，葵青區議會由建制派執政，地區事務在執行上未遇太大困難，在當時議會內最棘手的授權票問題上鄭亦能以不干預議會事務為由避談。同時，鄭可如常參與地區活動，包括出席學校及其他政府部門在區內的典禮和接待到訪的主要官員等，港府更曾在2018年選擇以區內新落成的青衣西南康體大樓作為全港性活動的主場館。

#### 反修例運動
不過，2019年中反對逃犯條例修訂草案運動爆發，葵青民政事務處在9月22日於青衣海濱公園舉行的國慶嘉年華亦被波及，主禮嘉賓政制及內地事務局局長聶德權的車隊被示威者圍堵及襲擊，鄭健更一度親自拆除路障為聶開路。最後，防暴警察到場發放催淚彈驅散人群，並導致青衣站緊急關閉，而原定表演的吳業坤及王灝兒亦要取消演出。
受反修例運動影響，民主派在2019年香港區議會選舉上取得葵青區議會的主導權。由民主派主導的新一屆葵青區議會於2020年1月7日首次召開會議，鄭在會議上主持主席及副主席選舉後，當選主席的單仲偕隨即允許民主派議員唱出願榮光歸香港作口頭聲明，及後區議會亦通過包括譴責警暴、爭取五大訴求及要求行政長官林鄭月娥下台等動議支持反修例運動。

#### 展開撥款及政治爭議
同時，在首次會議上，鄭健與民主派議員就對滅罪活動及合約員工的撥款意見分歧，展開雙方對區議會預算的長期爭議，但會議仍通過合約員工薪酬及新年活動的撥款。然而，當中的「葵涌和你宵」年宵活動因在在宣傳海報加上連登豬及或以向612人道支援基金捐出按金作審查而被前中西區區議會議員陳學鋒及楊學明認為涉嫌濫用公帑作政治宣傳。及後，房屋署撤銷年宵活動的場地借用申請，活動因而告吹。
2020年1月底，隨著2019冠狀病毒病疫情惡化，葵青區議會於1月30日召開會議商討對策，但民政事務總署署長謝小華於會議前一晚通知單仲偕不會提供秘書服務。鄭領導的葵青民政處亦關閉會議室，為全港首例，而區議員最終轉往戶外及在沒有秘書服務下進行會議。由於北區區議會於同日上午順利召開會議，民主派批評謝鄭二人的決定為政治打壓，關閉會議室是利用行政權力凌駕民意代表的行為。隨著疫情在社區擴散，港府及醫院管理局指定區內的南葵涌診所為肺炎指定診所，惹來過百居民在凌晨緊急開會聲討，葵青民政處逐復開會議室，亦讓醫管局代表在3月10日到葵青區議會交代相關措施。
2020年4月，港府推翻財政司司長陳茂波及民政事務局局長劉江華在1月的承諾，公佈因抗疫應急開銷而扣減各區區議會的撥款額，而葵青區議會更被扣減達155萬港元，為百分之5.6，金額及比例均為全港最多。葵青民主派區議員狂轟港府因民主派在區議會選舉大勝及明言拒絕撥款予指定組織、回歸紀念日及國慶日的活動而作出政治報復，並要求民政處交待扣款準則。鄭及後在5月12日在區議會會議上解釋扣款因區內人口數據、家庭收入中位數和過往撥款記錄而作出，更表達扣減指定組織撥款令它們有財政困難。然而有關原因備受眾區議員質疑，周偉雄指區內有多個新屋苑落成，理論上人口不跌反升；韓俊賢指葵青為全港最貧窮的三個地區之一，貧富懸殊加大下理應有撥款增長；尹兆堅指以上屆開銷情況扣減新一屆撥款甚為不公。結果區議會提出以扣減更多民政處職員薪酬開支彌補撥款，雖然鄭即時回應此舉或會導致裁員或削減秘書服務，但最終區議會仍通過報復性削減薪酬開支的動議，並強調處方應自行支付人力開支。

#### 加強管制區議會
鄭除了在撥款上與區議會產生磨擦外，亦在多個政治議題上出現爭議。雖然以往各區區議會均有觸及平反六四事件的議題，但在2020年5月數名身兼支聯會常務委員的葵青區議員梁耀忠、梁錦威及梁國華提出的平反六四議程就被民政處以不符合區議會條例職能為由剔除。會議當日，葵青區議會如常討論有關議案，鄭則帶領區議會秘書黃文傑等民政處職員一同離場，秘書及音響服務亦告暫停。及後，鄭亦在區議會討論12港人案及反對境外投票措施等議題時以同類方式處理，包括剔除議程、暫停秘書處服務及帶隊離場。
鄭除了在區議會會議上加強對區議員的控制外，對區議會設在民政處內的房間亦加強管制。鄭在2020年5月以政治宣示非區議會工作為由，指出民主派不可使用區議會主席辦公室作傳媒茶聚，更指會因觸犯限聚令而報警驅趕超過四人的聚會。及後，民政處內的區議員休息室和正副主席辦公室全面改用電子門禁系統，非會議時進出取件須由秘書處職員開門，並同時限制可進入正副主席辦公室的人員為正或副主席與指定的各一名助理，主席單仲偕抨擊做法以加強保安為名，阻撓議員借用地方工作為實。

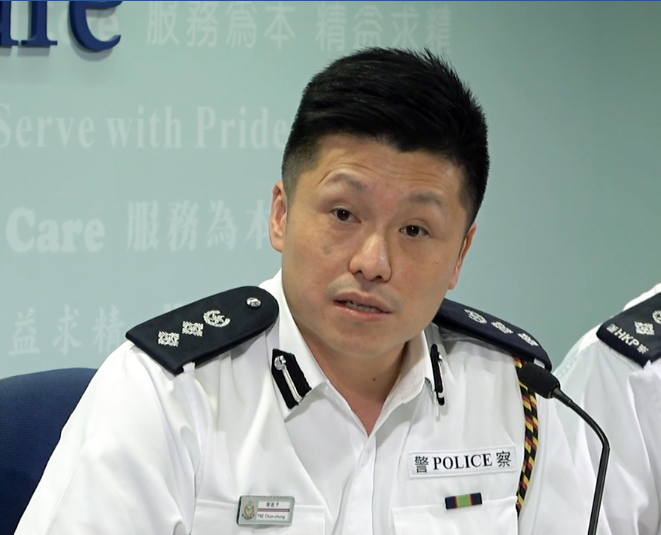
鄭健常與謝振中一同參與地區活動

雖然疫情嚴峻，但鄭仍然在2020年7月於區內舉行慶祝回歸23周年系列活動，除了總署署長謝小華外，葵青警區指揮官謝振中亦有參與向長者派發福袋的活動。及後在2020年國慶日前後，鄭及謝振中聯同區議員梁嘉銘等建制派人士向近一萬五千名葵青區居民再次派發福袋，部分如長康邨的肺炎康復者等更獲家訪接見。他亦因家訪時發現不少區內基層學童在家上課的設備不足，甚至有獨留家中的情況，及後為他們安排提供學習及社交援助，不但贈送電腦等設備，亦安排輔導導師協助學童。除家訪及福袋派發外，鄭同時協助籌辦國慶书法、足球、抖音短片等比赛，而鄭及謝振中亦有親身參與足球賽事。另外，鄭更在中国中央电视台粉墨登場，為唯一港府官員在新闻联播上向全國祝賀國慶。
雖然民政處的慶祝活動順利舉行，但眾多區議員卻指鄭阻撓區議會撥款，更有區議員指他造成2020年12月時葵盛西邨發生2019冠狀病毒病群組爆發。區議會社區事務委員會原訂在12月8日開會批核600萬港元防疫撥款，但處方再次因疫情嚴重而關閉會議室，委員會主席吳劍昇致電查詢時更被鄭掛線對待。區議員梁靜珊、冼豪輝及王必敏批評鄭以政府物流服務署備有口罩及須作差餉審查與不得全額資助為由否決區議會在9月至10月通過包括購買口罩及光觸媒抗菌塗層等抗疫撥款，但物流處的口罩至12月仍未見蹤影。不過，民政總署及後解釋口罩除了已經向鄉事委員會及社福中心等地派發外，亦正安排於學校及公共屋邨派發。
然而解釋未能平息糾紛，18區民主派區議員及後在聯合記者會上再加以抨擊民政總署阻撓抗疫撥款，數位葵青代表更再強調為民政處在抗疫撥款上慢條斯理的心態是區內出現群組爆發的原因。總署數日後嚴詞指責記者會失實，重申總署透過物流署採購口罩毋須區議會開會審批，省時及節省合辦團體的行政費用，更符合經濟效益及更審慎使用公帑。同時，總署亦指並非不願支持抗菌塗層計劃，惟公帑應支援缺乏資源的私人大廈，才提出差餉條件及須共同出資參與。不過葵青區議會副主席張文龍很快就反駁從未有物流署的口罩在葵青區內派發，亦指出鄭一直表示曾派發的口罩均為公眾慈善捐出而非來自物流署，更批評總署及鄭等人謊話連篇。
區議會逐於2021年1月28日疫情緩和時復會，鄭在會上以區議會不應資助私人物業的清潔開支為由，再次重申否決抗菌塗層撥款。不過，王必敏卻指他早前已批出涉及青衣的約91萬港元撥款，卻又拒批二百萬港元涉及葵涌的撥款，是受民政事務局局長徐英偉指示打壓區議會。最終，鄭成功迫令區議會取消項目，並表示涉及款項原則上可轉移至加強清洗街道及欠缺管理的大廈。

#### 2021年政制改革後
2019冠狀病毒病疫情疫情於2020年至2021年的冬季緩和，區議員尹兆堅在2021年2月28日的香港民主派初選大搜捕中被捕，泛民主派在3月9日的會議上以標語抗議，鄭健再次指示民政處職員與他一同離席。與此同時，建制派就向鄭提交請願信，促請他向港府反映須盡快安排區議員宣誓。最終，在港府宣佈區議員須陸續宣誓引發民主派區議員辭職潮，因此鄭在年中曾因建制派區議員缺席下宣布區議會休會。葵青區議會在2021年10月8日舉行宣誓儀式後，原有區議員32名只淨下9名並重新由建制派主導，繼而選出當然議員陳志榮為副主席，而陳在當選後更與鄭合照慶祝。
及後疫情在香港情況反覆，鄭為響應港府呼籲市民參與2019冠狀病毒病疫苗接種計劃，曾於2021年9月聯同公務員事務局局長聶德權於石籬邨派發200元的超市禮券予接種科興疫苗的長者，但有不少慢性病的長者因利誘而冒險接種，亦有批評指對接種輝瑞疫苗或早前已經接種的長者不公。及後，葵涌邨居民在2022年1月下旬集體感染Omicron變種病毒，因而而令港府宣佈封鎖部分大樓並勒令居民禁足強檢，鄭在解封之時亦與地區組織安排向被禁居民派發福袋。大規模封邨完結後，鄭針對區內兒童大多未完成疫苗注射的現象，舉行兒童新冠疫苗接種日，並接獲超過1200名兒童報名。另外，他亦在港府發放防疫服務包時，與陳茂波及立法會議員麥美娟探訪區內劏房住戶。最後，鄭在卸任前在2022年7月27日於香港2022年度授勳及嘉獎名單上獲頒發行政長官公共服務獎狀，而他的副手鄧顯權在2022年9月13日接任專員一職。

### 環境保護署
鄭健在離任葵青民政事務專員後於2022年10月獲調任至環境保護署出任助理署長，主管廢物管理科，負責廢物管理政策的推行，亦曾在督導減廢職務的副署長陸嘉健休假時署任其職務。雖然離開葵青區，但他仍獲邀與保安局局長鄧炳強等一同主禮葵青區體育節的閉幕典禮。鄭在2022年12月起提昇膠袋稅金額，隨即令香港膠袋使用量在2023年首季大幅下跌六成。他在2023年提出修例以制定更多管制產品的環保責任，但卻被香港立法會的多名議員批評管制塑膠製造的一次性餐具及透明手套是過份的微觀管理。隨著管制令的成功實施，減少塑膠使用量的效果顯著。然而，由於受到香港垃圾徵費爭議的影響，管制範圍未能進一步擴展。此外，綠領行動的總幹事何漢威也對法令提出質疑，認為其只是將一次性餐具從塑膠改為其他材料，並未真正達到減少廢物的目標。在2024年9月，鄭因陸嘉健晉升調離環保署而升任副署長。

## 榮譽

### 嘉獎
- 行政長官公共服務獎狀（香港2022年度授勳及嘉獎名單；2022年7月27日）[108]

### 殊勳
- 官守太平紳士（J.P.）（2018年6月29日－2022年9月12日）[32][98]

### 頭銜
- 鄭健，JP（Kenneth Cheng Kin, JP，2018年6月29日－2022年9月12日）[32][98]